# Erinyà
Erinyá (en catalán y oficialmente Erinyà) es una entidad de población del municipio de Conca de Dalt, en el Pallars Jussá, hasta 1969 del término de Toralla y Serradell. Con Rivert, Serradell, Toralla y Torallola formaban este antiguo ayuntamiento.

## Situación
Su acceso es fácil, dado que el pueblo está a 1,5 km del Congost de Erinyà, por donde discurre la carretera N-260. Conduce al pueblo desde esta carretera una pista rural perfectamente asfaltada y en buen estado, aunque es bastante estrecha. Esta pista rural continúa desde Erinyà hacia poniente, y en cuatro kilómetros más al pueblo de Serradell.
Hay una frase muy conocida en la región que dice: «Erinyà, cerezas y pan», ya que antiguamente se conocía por la producción de cerezas. También se decía que el pan era uno de los mejores. Ahora, apenas quedan cuatro cerezos y el molino ya está en ruinas.

## Historia
En la Edad Media, hay documentos que hablan de la existencia del castillo de Erinyà, pero hasta ahora no se ha encontrado ningún resto.
Entre 1812 y 1847 tuvo ayuntamiento propio. Había sido creado a partir del despliegue de las disposiciones emanadas de la Constitución de Cádiz, y fue suprimido a raíz de las nuevas leyes municipales promulgadas a mediados del siglo XIX, que no permitieron el mantenimiento de los ayuntamientos en poblaciones de menos de 30 vecinos (entendiendo como vecino los cabezas de familia). En febrero de 1847 ya aparece agrupado con los pueblos mencionados más arriba dentro del municipio de Serradell.

## Demografía

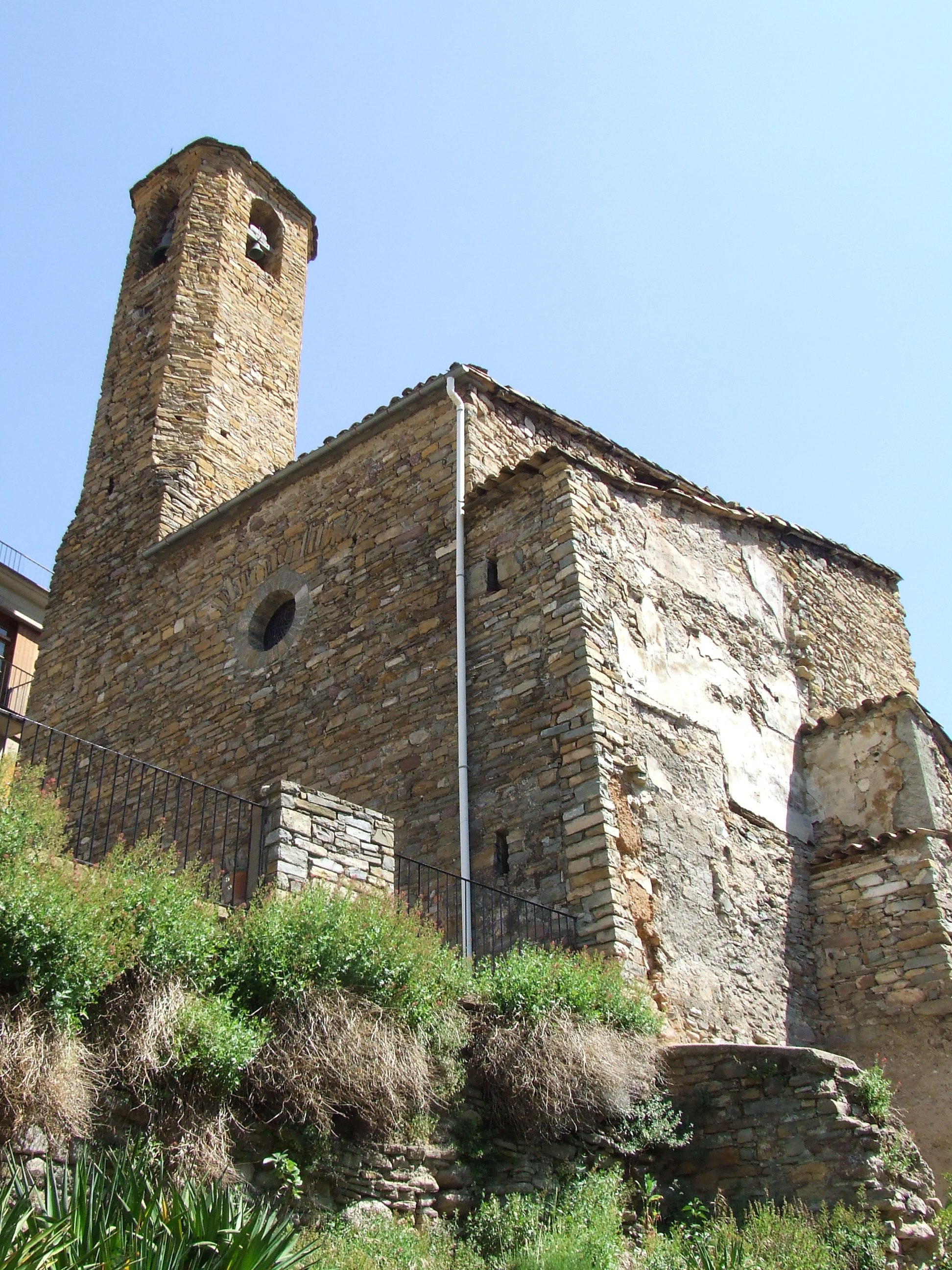
Iglesia de Erinyà.

En el censo de 1381, Erinyà tenía 6 fuegos (unos 30 habitantes). En 1970 constan 61 habitantes, 35 en 1981, y en 2005, 29.
Actualmente en Erinyà viven entre 5 y 8 habitantes, pero en verano puede llegar a unos 200 habitantes, igual que para Fiesta mayor, que tiene lugar en la segunda Pascua, cuando todo el pueblo va a rendir homenaje a la Virgen de l'Obac, una ermita a las afueras del pueblo, donde después de la misa se reparte coca y pan, y después hay un baile en la Plaza del Rey para todos sus participantes. Cerca del Escap del Congost, en el desfiladero de Erinyà, está la pequeña ermita de San Isidro, de piedra.

## Patrimonio
La iglesia del pueblo está dedicada a San Esteban. Es una pequeña iglesia de piedra, con un campanario octogonal bastante esbelto. A unos dos kilómetros se encuentra la ermita de San Isidro, donde también tiene lugar una romería el día de la fiesta del santo.
Cerca de Erinyà se encuentra la Cueva de las Llenes, donde se encontraron restos de fauna cuaternaria, además de restos de la edad de bronce. Esta cueva está a levante del pueblo, cerca del Congost de Erinyà y muy cercana a la pista que desde el desfiladero conduce al pueblo. Pertenecen a Erinyà algunas masías importantes, entre las que destaca la Masía Soriguer.